# Vuglovec
Vuglovec falu Horvátországban Varasd megyében. Közigazgatásilag Ivanechez tartozik.

## Fekvése
Varasdtól 22 km-re, községközpontjától 3 km-re délnyugatra az Ivaneci-hegység északi részén fekszik.

## Története
A települést I. Ferdinánd király 1564-ben kelt oklevelében említik "Voglovecz" alakban. Ebben a király megerősíti a gersei Pethő családot birtokaiban. 1650-ben III. Ferdinánd oklevelében melyben birtokokat adományozott Varasd vármegye akkori főprépostjának, Dénes fia Miklósnak a bélai uradalom részeként Vuglovec is szerepel. 
A falunak 1857-ben 224, 1910-ben 378 lakosa volt. 1920-ig Varasd vármegye Ivaneci járásához tartozott. 2001-ben 346 lakosa volt.

## Külső hivatkozások
- Ivanec város hivatalos oldala
- Az ivaneci turisztkai egyesület honlapja
- Lejla Dobronić: A keresztesek, a johanniták és a szentsír lovagok horvátországi rendházai és birtokai